# Irio De Paula
Irio De Paula, nome completo Irio Nepomuceno De Paula (Rio de Janeiro, 10 maggio 1939 – Roma, 23 maggio 2017), è stato un chitarrista e compositore brasiliano, specializzato nei generi brasiliani e sudamericani come bossa nova e samba. È riconosciuto nel mondo musicale come uno dei più qualificati musicisti del suo genere. Suo figlio Robertinho, anch'egli chitarrista, è noto nel panorama musicale jazz.

## Biografia
Nato a Rio de Janeiro il 10 maggio del 1939, imparò a suonare la chitarra da solo. Già da piccolo si esibiva sul palco suonando ukulele e cavaquinho, poi si unì al gruppo Os Pinguins de Bangù, un quintetto formato dai cinque fratelli De Paula, e a metà degli anni quaranta fu ospite con la sua chitarra di trasmissioni radiofoniche e partecipò anche a spettacoli pubblici, suscitando l’apprezzamento di altri chitarristi più quotati e famosi. Qualche anno dopo il batterista di Milton Nascimento gli assicurò un contratto di due mesi in un locale di Copacabana; nonostante la brevità, l’esperienza gli fornì l’opportunità di venire a contatto con molti musicisti che frequentavano la zona, gli diede il modo di incontrare anche Stan Getz, a quel tempo frequentatore dell’ambiente musicale carioca. Ma la soffocante atmosfera della dittatura militare lo indusse a lasciare il Paese di origine e a trasferirsi in Europa come altri musicisti brasiliani esuli.

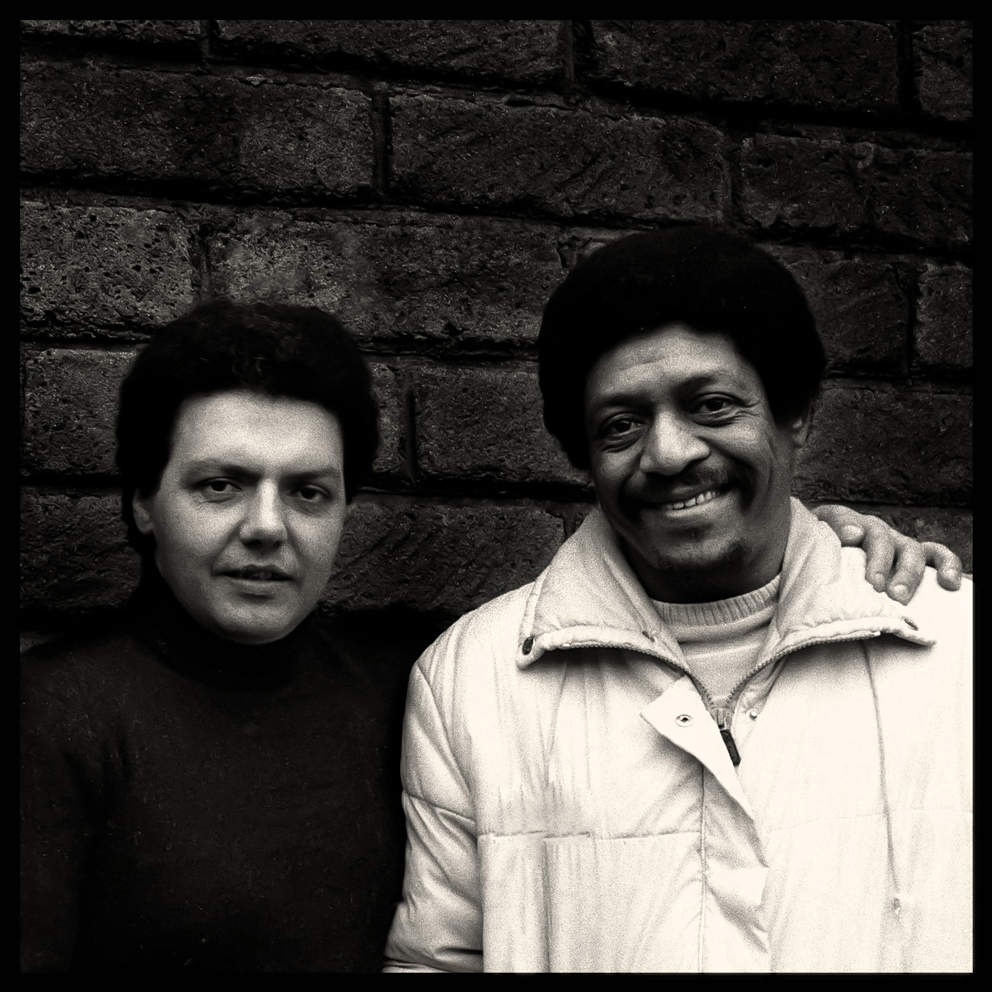
De Paula (dx) e Mario Fasciano (1986)

A metà degli anni settanta approdò in Italia al seguito della cantante Elza Soares, insieme al percussionista Mandrake e al batterista Afonso Vieira, facendo presto conoscere il proprio straordinario talento che lo portò, come sessionman, a collaborare in numerose incisioni discografiche. Significativa la sua partecipazione a Per un pugno di samba, album realizzato a Roma da Chico Buarque de Hollanda con gli arrangiamenti di Ennio Morricone. Con Vieira, Mandrake e Giorgio Rosciglione al contrabbasso, Irio De Paula incise Balanço, primo lavoro del chitarrista in Italia. De Paula acquisì una vasta notorietà presso il pubblico italiano quando la sua canzone Criança venne inserita nella colonna sonora de L'ultima neve di primavera (1973) e fu pubblicata sulla facciata B del 45 giri del tema principale del film, che raggiunse il primo posto nella hit parade.
Aveva pubblicato più di cinquanta album, da solo o in varie formazioni, spaziando dalla musica brasiliana agli standard della musica statunitense. Aveva accompagnato alla chitarra i più popolari artisti della musica latinoamericana quali Sérgio Mendes, Elza Soares, Baden Powell, Eumir Deodato, Astrud Gilberto e aveva inoltre partecipato come ospite, sia dal vivo che in studio, a incisioni di prestigiosi jazzisti quali Gato Barbieri, Chet Baker, Tal Farlow, Archie Shepp.
In Italia si è esibito in diversi concerti a fianco di jazzisti come Hugo Heredia e Dodo Goya.

## Discografia parziale

### Album
- 1981 - Saudade Do Brasil (Folkstudio, FK 5012)
- 1982 - Samba No Violão (Folkstudio, FK 5016)

### Collaborazioni
- 1970 - Per un pugno di samba (RCA Victor, di Chico Buarque de Hollanda

- 1966 - Brasil 40º (come Grupo Brasil 40 Graos)
- 1967 - America do sul (come Juares Santana Group)
- 1972 - Balanço (come Irio De Paula Quarteto)
- 1973 - Amico flauto (G.Marinacci, A.Trovajoli, Irio De Paula)
- 1974 - Maracana' (Irio De Paula Trio)
- 1974 - Jac's Antology (Sal Nistico, Steve Grossman, Irio De Paula Group)
- 1975 - Jazz a confronto (Dannie Richmond, Don Pullen, Irio De Paula Group)
- 1976 - Casinha branca (Irio De Paula Trio con l'orchestra di C. Santucci)
- 1976 - Trio (De Paula-Urso-Vieira)
- 1976 - Manaus (De Paula-Urso-Vieira)
- 1982 - Brasil Jerimum (T. da Costa, Irio De Paula)
- 1984 - Triangoli (De Paula-Urso-Mazzei)
- 1986 - Amicale (Irio De Paula Quartet & Fasciano)
- 1987 - Nossa Amizade (Irio De Paula & Cidinho Teixeira)
- 1988 - Onirikos (Samambaja Group & Irio De Paula)
- 1988 - Il Brasile di De Moraes, B. Powell, Jobim, Lobo.. (Irio De Paula solo)
- 1988 - Doce violão (Irio De Paula solo)
- 1989 - Mc Collection (Irio De Paula solo)
- 1990 - At the Green Leaves (Irio De Paula Quartet)
- 1993 - Branco e preto (Irio De Paula Quartet)
- 1995 - Sozinho (Irio De Paula solo)
- 1995 - Delicatessen (Irio De Paula & Renato Sellani)
- 1996 - Jazz-samba ao vivo - (Irio De Paula solo) (dal vivo al Teatro Rossini di Pesaro)
- 1997 - Valeu! - (Irio De Paula chit. acustica, elettrica, basso, percussioni, voce)
- 1997 - Viagem (Irio De Paula solo)
- 1998 - Retrato do Rio (dal vivo a Rio De Janeiro)
- 1998 - Dança do cafè (dal vivo)

- 1999 - Live at the Brass Group Jazz Club (dal vivo ad Acireale)
- 1999 - Live Collection Vol.1 (Irio De Paula-R. Brecker-M. Maineri)
- 1999 - Sem batera (Irio De Paula-Vannucchi-Rosciglione)
- 1999 - Live al Festival Jazz di Chioggia '96 (Irio De Paula quartetto) a Chioggia
- 2000 - West Orange (Irio De Paula & N.Y. Friends) (reg. a New York)
- 2000 - Sarava' Jobim (registrato a New York con orchestra d'archi)
- 2000 - Ainda Sozinho (Irio De Paula solo)
- 2001 - Encontro (Irio De Paula & Phil Woods al clarinetto)
- 2001 - Sossego (Irio De Paula & R. Sellani)
- 2002 - Ubijazz 2001 - Live at Jazz Café
- 2002 - Duas contas (Irio De Paula & Lee Konitz)
- 2002 - Jazz in The House (Irio De Paula-J. Cobb-M. Faraò-P. Benedettini) (dal vivo a Pisa)
- 2002 - Con alma - (Irio De Paula & Franco D'Andrea) (dal vivo al Teatro L. Rossi)
- 2003 - Sem batera 2002 - (Irio De Paula-M. Faraò-A. Zunino)
- 2003 - Amigo Baden - (Irio De Paula solo)
- 2003 - Just Friends - (Irio De Paula, R. Sellani Trio, G.Basso)
- 2003 - Duetando - (Irio De Paula & "amigos")
- 2003 - Once I Loved - (Irio De Paula & F.Bosso)
- 2004 - Lembrando Wes Montgomery (Irio De Paula Chit.elettrica, organo, batteria, vibrafono)
- 2004 - Bate Papo - Dois violões (Irio De Paula & Roberto De Paula)
- 2004 - Four for Jazz - (Irio De Paula-F. Bosso-M. Moriconi-T. Manzi)
- 2005 - Sozinho ao vivo (dal vivo ai teatri L. Rossi e Cicconi)
- 2006 - Blues for New Orleans (Irio De Paula & Phil Woods)
- 2006 - O amor em paz - (Irio De Paula & Gianni Basso)
- 2007 - Choros cariocas (cavaquinho e- pandeiro)
- 2007 - Recado - (Irio De Paula & G. Basso)
- 2007 - Viajando (Irio De Paula chit.acustica - 11 brani originali)
- 2007 - Trio SambaJazz (Irio De Paula chit. Elettrica + basso el + batteria)
- 2007 - Retrato do Rio (Irio De Paula & Brazilian friends)